# Virginia Slims of Indianapolis 1984
Il Virginia Slims of Indianapolis 1984 è stato un torneo di tennis giocato sul sintetico indoor. È stata la 4ª edizione del torneo, che fa parte del Virginia Slims World Championship Series 1984. Si è giocato ad Indianapolis negli USA dal 30 gennaio al 5 febbraio 1984.

## Campionesse

### Singolare
JoAnne Russell ha battuto in finale  Pascale Paradis con il punteggio di 7–6, 6–2

### Doppio
Cláudia Monteiro /  Yvonne Vermaak hanno battuto in finale  Beverly Mould /  Elizabeth Sayers Smylie con il punteggio di 6–7, 6–4, 7–5